# IWW Zentrum Wasser
Das IWW Zentrum Wasser ist ein Forschungs-, Beratungs- und Weiterbildungszentrum im Wasserfach mit Hauptsitz in Mülheim an der Ruhr. Es besteht seit März 2024 aus drei Gesellschaften mit unterschiedlichen Tätigkeitsschwerpunkten, der Institut für Wasserforschung gGmbH, der IWW Analytik und Service GmbH und der IWW Holding gGmbH.

## Struktur
Das IWW Institut für Wasserforschung gGmbH ist Mitglied der Johannes-Rau-Forschungsgemeinschaft NRW und ein An-Institut der Universität Duisburg-Essen. Es betreibt interdisziplinäre, nationale und internationale Forschung im Wasserfach. Das Tätigkeitsspektrum reicht von der Grundlagenforschung über die praxisnahe Anwendungsentwicklung bis hin zur forschungsnahen Beratung.
Die Arbeitsbereiche decken die gesamte Wasserversorgung ab und reichen vom Ressourcenschutz und Wassergewinnung über Wassertechnologie, Wasserqualität, Wassernetze, Gewässerschutz, Biofilmen in Trinkwasser und Industriewasser, Toxikologie, Wasseraufbereitung, Angewandter Mikrobiologie, Wasseranalytik bis hin zu Hygiene und Wasserökonomie & Management. 
Die IWW Analytik und Service GmbH bietet Analytik-Dienstleistungen rund um das Thema Wasserqualität, Softwarelösungen und Technische Betriebsoptimierung an. 
Die IWW Holding gGmbH fungiert als Überbau über dem Institut für Wasserforschung gGmbH und der Analytik und Service GmbH und bündelt die internen Dienste des IWW, wie Buchhaltung, Controlling, Einkauf, IT und Personalwesen. 

## Geschichte
Im Jahr 1986 wurde die Rheinisch-Westfälisches Institut für Wasserchemie und Wassertechnologie GmbH als An-Institut der Universität-Gesamthochschule Duisburg (heute: Universität Duisburg-Essen) auf Initiative lokaler Wasserversorger und -verbände gegründet, um den Problemen der Wasserversorgung der 1980er-Jahre zu begegnen. Der Hauptfokus lag zunächst auf Fragen des Gewässerschutzes, der Wasseraufbereitung und der Trinkwasserqualität und -verteilung.
Zunehmend steigende Umsatz- und Mitarbeiterzahlen erforderten im Jahr 1997 eine gesellschaftliche Umstrukturierung. Mit der IWW Rheinisch-Westfälisches Institut für Wasser Beratungs- und Entwicklungsgesellschaft entstand eine neue Tochtergesellschaft, die sich dem kommerziellen Beratungsgeschäft widmete. 
Im Jahr 2008 wurde zusammen mit den Stadtwerken EVB Huntetal GmbH und dem Landkreis Diepholz die IWW Nord GmbH als regionales Wasserlabor in Diepholz (Niedersachsen) gegründet. Im gleichen Jahr eröffnete IWW einen weiteren Standort, IWW Rhein-Main, in Biebesheim am Rhein (Hessen) und stärkte damit seine Präsenz in zwei weiteren Bundesländern.
Im Jahr 2018 wird der Deutsche Verein des Gas- und Wasserfaches e.V. (DVGW) zum Mehrheitsgesellschafter der IWW Rheinisch-Westfälisches Institut für Wasserforschung gGmbH. 

## Forschung und Lehre
Das IWW Institut für Wasserforschung bearbeitet Forschungsthemen in öffentlich geförderten Projekten mit weiteren Konsortialpartnern oder als Auftragsforschung für einzelne Unternehmen. Das wissenschaftliche Direktorium, dessen Mitglieder Lehrstühle an den Universitäten Duisburg-Essen, der Technischen Universität Dortmund und der Technischen Universität Darmstadt innehaben, stellt die wissenschaftliche Qualität der Projekte und Aktivitäten sicher.
Das IWW Institut für Wasserforschung unterstützt die internationalen und interdisziplinären Wasserstudiengänge an der Universität Duisburg-Essen „Water Science“ und „Management and Technology of Water and Wastewater“, sowohl durch Lehrtätigkeiten als auch durch die Betreuung von Bachelor-, Master-, Diplom- und Doktorarbeiten. Das Institut verfügt über ein variabel nutzbares Technikum, voll ausgestattete Laboratorien, ein Versuchsfeld für großtechnische Untersuchungen, sowie universell anpassbare Einrichtungen für Pilotierungsversuche (unter anderem Filtersäulen, Korrosions-Teststände, Membran-Teststände im Containermaßstab).

## Projekte / Netzwerke / Kooperationen
Das IWW Institut für Wasserforschung ist Mitglied von zahlreichen (inter-)nationalen Kooperationen, Netzwerken und Projekten. Im Jahr 2014 wurde das IWW in die Johannes-Rau-Forschungsgemeinschaft des Landes NRW, einer Dachorganisation 16 unabhängiger, gemeinnütziger Forschungsinstitute in Nordrhein-Westfalen aufgenommen, eine Mitgliedschaft, die für die IWW Institut für Wasserforschung gGmbH bis heute weiter besteht. 
Das Unternehmen ist außerdem Gründungsmitglied der Aqua Research Collaboration ARC, einem Zusammenschluss Europäischer Wasserforschungsinstitute. Weiterhin ist das IWW Institut für Wasserforschung Mitglied im europäischen Netzwerk von Referenzlaboratorien für neue Umweltschadstoffe NORMAN, der International Water Association und Water Europe.
IWW-Forschungsprojekte werden von vielen namhaften Institutionen gefördert, unter anderem vom Bundesministerium für Bildung und Forschung, dem Bundesministerium für Wirtschaft und Klimaschutz, dem Deutschen Verein des Gas- und Wasserfaches e.V., der Deutschen Bundesstiftung Umwelt, dem Ministerium für Umwelt, Naturschutz und Verkehr des Landes Nordrhein-Westfalen, dem Landesamt für Natur, Umwelt und Verbraucherschutz Nordrhein-Westfalen sowie der Europäischen Union im Rahmen des Forschungsrahmenprogrammes Horizon Europe.
Mit „TRUST – Transitions to the Urban Water Services of Tomorrow“ koordinierte IWW 2011 erstmals ein europäisches Forschungsvorhaben mit 30 Partnerinstitutionen aus elf europäischen Ländern. 2014 folgte das ebenfalls von der EU geförderte Forschungsprojekt DESSIN „Demonstrating Ecosystem Services Enabling Innovation in the Water Sector“ und 2020 das EU-Projekt „B-WaterSmart“, 
das zu smarten Wassermanagementlösungen forschte. 
Außerhalb Europas führt das IWW Institut für Wasserforschung weitere anwendungsnahe Forschungsprojekte, z. B. in Südafrika und Jordanien durch.

## (Inter-)Nationale Konferenzen
Seit 1988 Jahre richtet das IWW nationale Tagungen mit unterschiedlichen Schwerpunkten aus. Die Tagungen richten sich an Fachleute und Praktikerinnen und Praktikern aus der Wasserversorgung und -analytik, die in der Forschung oder Routine tätig sind. Die ein- oder zweitägigen Tagungen werden teilweise begleitet von umfangreichen Fachausstellungen zahlreicher Firmen aus dem Segment des Tagungsthemas. Teilnehmerzahlen von mehr als 200 Personen sind die Regel. Die Tagungsergebnisse werden häufig als Zusammenfassung im Web oder in Fachzeitschriften publiziert, die früher üblichen Tagungsbände werden heute nicht mehr erstellt.
Die gängigsten Tagungsformate des IWW Institut für Wasserforschung sind: 
•  MWAS:  Mülheimer Wasser-Analytisches Seminar – Schwerpunkt Wasseranalytik, Spurenstoffe, Chromatographie und Massenspektrometrie, Datenprozessierung und -analyse, Probennahme 
•  MWTS:  Mülheimer Wasser-Technisches Seminar – Schwerpunkt Wasseraufbereitung
•  MWÖS:  Mülheimer Wasser-Ökonomisches-Seminar – Schwerpunkt Wassertarife und Abwassergebühren, Asset Management, Wirtschaftlichkeit in der Versorgung, Digitalisierung
Auch in Zusammenarbeit mit und für externe Mitstreiter ist das IWW erfolgreich in der Programmplanung, Moderation und Organisation von Veranstaltungen. Dazu zählt die Trinkwassertagung an zwei unterschiedlichen Standorten (Paderborn und Mannheim), die Fachtagung Hannover mit dem Wasserverbandstag e.V., das Fachsymposium Luxemburg mit der Administration de la gestion de l'eau und das DVGW Forum Wasseraufbereitung.
Darüber hinaus organisiert IWW in Regelmäßigkeit Veranstaltungen und Treffen, die in Zusammenhang mit der Teilnahme an Forschungsprojekten und deren Ergebnissen stehen.
IWW organisiert zudem auch internationale Konferenzen. Im April 2015 fand die „Cities of the Future – Transitions to the Urban Water Services of Tomorrow“ - Konferenz in Mülheim an der Ruhr statt, die sich mit nachhaltiger, städtischer Wasserversorgung beschäftigte und gemeinsam mit der International Water Association (IWA) durchgeführt wurde. Im November 2021 fand als transferorientierte Hybridkonferenz die 3. Water JPI Conference in Mülheim an der Ruhr statt. Sie stand unter dem Motto “From Research into Practice: Pollutants, Pathogens and Antimicrobial Resistances in the Water Cycle” und wurde im Namen des Bundesministeriums für Bildung und Forschung (BMBF) ausgerichtet. 

## Auszeichnungen / Preise
Im September 2013 erhielt Torsten C. Schmidt von der Universität Duisburg-Essen und Wissenschaftlicher Direktor für den Bereich Wasserqualität am IWW den Fresenius-Preis der Gesellschaft Deutscher Chemiker. Der Preis wird an Wissenschaftlerinnen und Wissenschaftler vergeben, die sich besondere Verdienste um die wissenschaftliche Entwicklung und um die Förderung der analytischen Chemie erworben haben.
Das Forschungsprojekt SecurEau mit IWW-Beteiligung gewann 2013 den Preis „The Stars of Europe“ vom Französischen Ministerium für Bildung und Forschung. Mit diesem Preis würdigt das Ministerium die Interdisziplinarität und Koordinationsleistung ausgewählter Projekte. 
Im Dezember 2021 wurde Ulrich Borchers, Bereichsleiter Wasserqualität innerhalb der IWW Analytik und Service GmbH, für seinen langjährigen Vorsitz des Europäischen Normungs-Komitees „Water Analysis“ (TC230) in Brüssel mit dem Technical Officer‘s Award 2021 ausgezeichnet. 
2022 konnte Torsten C. Schmidt den Ruhrpreis für Kunst und Wissenschaft der Stadt Mülheim an der Ruhr in Empfang nehmen. 
Ein Projektteam bestehend aus der Krankenkasse AOK Baden-Württemberg und dem IWW Institut für Wasserforschung erhielt 2024 zudem den „Deutschen Nachhaltigkeitspreis Gesundheit“ für seine „Pilotstudie zur ökologischen Nachhaltigkeit in der Antibiotikaversorgung“. Die Auszeichnung wird an Initiativen und Projekte vergeben, die im Bereich der Daseinsvorsorge Antworten auf die Herausforderungen der Zukunft liefern, indem sie durch innovative und effiziente Gestaltung von Strukturen und Prozessen in der Gesundheitsversorgung zu mehr ökologischer, ökonomischer und sozialer Nachhaltigkeit im System beitragen.

## Mülheim Water Award
Der Mülheim Water Award zeichnet Projekte zur praxisorientierten Forschung und Entwicklung sowie Implementierung innovativer Konzepte im Bereich der Trinkwasserversorgung und Wasseranalytik aus. Bewerben können sich Personen und Institutionen aus Europa mit innovativen Verfahren, Produkten, Konzepten oder neuen Erkenntnissen mit ausgeprägtem Praxis- und Anwendungsbezug für die Wasserwirtschaft. Dabei geht es um bereits realisierte Lösungen mit hohem Innovationsgrad. Grundlagenforschung steht beim Mülheim Water Award nicht im Fokus.
Im Rahmen der neun bislang erfolgten Wettbewerbe 2006 bis 2024 wurden insgesamt 190 Bewerbungen aus 25 verschiedenen europäischen Ländern eingereicht, die das gesamte Spektrum der Wasserwirtschaft abdeckten. Seit 2017 tritt der Mülheim Water Award mit überarbeitetem Konzept und mit Fokus auf die Wasserversorgung auf. Neben der RWW Rheinisch-Westfälische Wasserwerksgesellschaft mbH mit Sitz in Mülheim an der Ruhr, stärkt die ebenfalls in Mülheim beheimatete GERSTEL GmbH & Co. KG als zweiter Träger den Themenbereich Wasseranalytik.